# Rhum de Guadeloupe

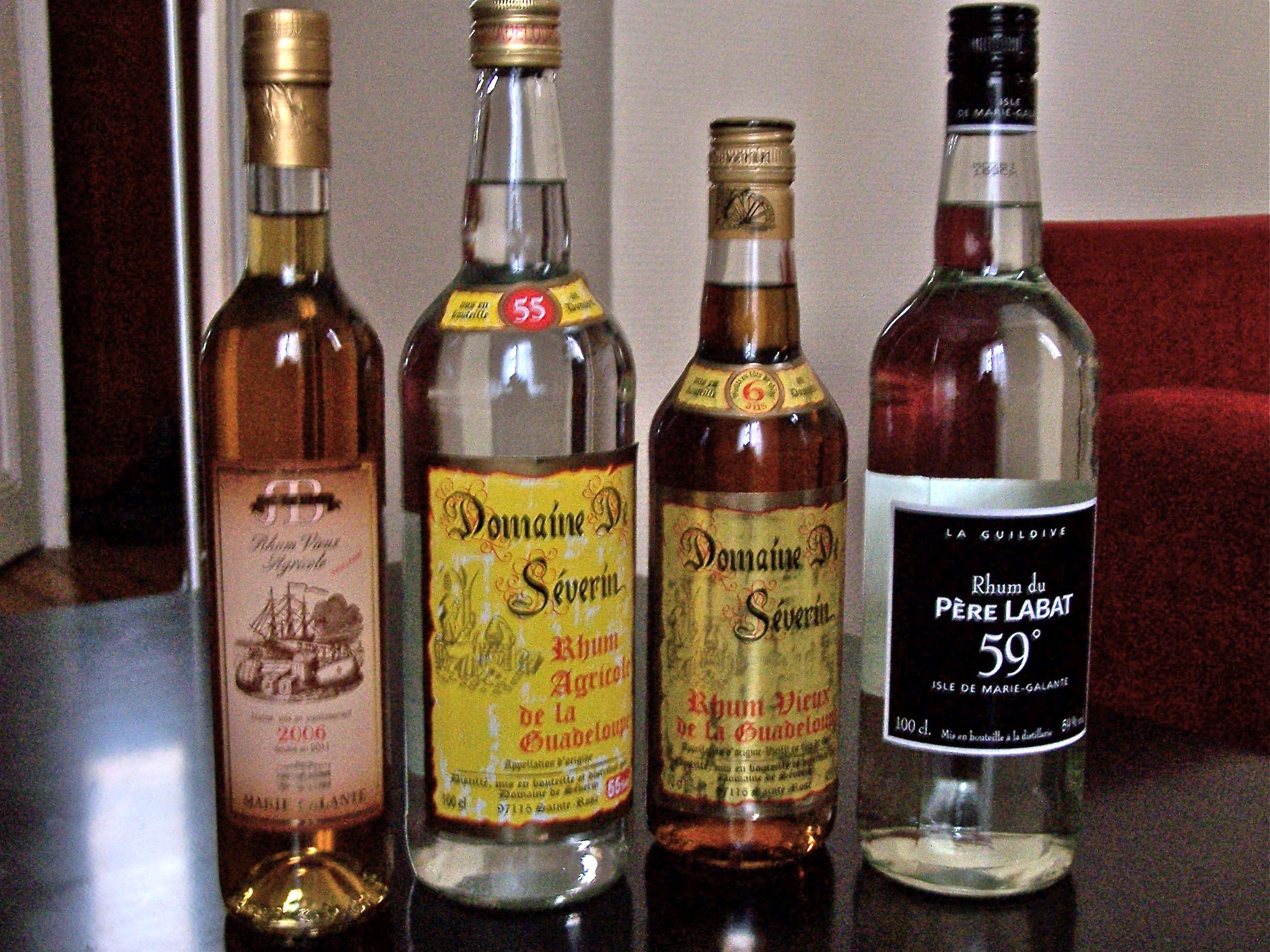
Différents rhums agricoles de distilleries guadeloupéennes.

Le rhum de Guadeloupe fait partie de ces institutions culturelles liées à la culture créole guadeloupéenne profonde, depuis les premières plantations de canne à sucre.

## Histoire
La Guadeloupe produit deux types de rhum :
- le rhum agricole qui est produit directement à partir du vesou, jus de la canne à sucre, comme les distilleries Montebello ou Bielle
- le rhum industriel, aussi appelé rhum traditionnel, qui est tiré de la mélasse sous-produit de la fabrication du sucre. Il permet donc d'offrir un débouché à un résidu de l'industrie sucrière.

Les rhums de Guadeloupe portent parfois la mention « appellation d'origine ». Ce terme, qui était légal et utilisé dans les années 1960, a aujourd'hui été remplacé par les « appellations d'origine contrôlée » (AOC) dont ne bénéficient pas les distilleries guadeloupéennes. La mention « appellation d'origine  » n'a donc qu'une valeur indicative commerciale, à ce jour, seuls les rhums agricoles de Martinique bénéficient d'une AOC et ce depuis 1996.
Depuis le 22 janvier 2015, certains rhums français ont obtenu l’IGP (indication géographique protégée). il s'agit des :
- « Rhum de la Guadeloupe » ou « Rhum de Guadeloupe » ou « Rhum Guadeloupe »
- « Rhum de La Réunion » ou « Rhum Réunion » ou « Rhum de Réunion » ou « Rhum de l’île de La Réunion »
- « Rhum agricole de la Guyane » ou « Rhum agricole de Guyane » ou « Rhum agricole Guyane »
- « Rhum de la baie du Galion » ou « Rhum Baie du Galion »
- « Rhum des Antilles françaises »
- « Rhum des départements français d’outre-mer » ou « Rhum de l’outre-mer français »[1].

L’adjonction de la mention « agricole » à l’IGP précise que le rhum provient exclusivement de jus de canne, l’adjonction de la mention « de sucrerie » à l’IGP précise que le rhum provient exclusivement de mélasses, en l’absence de ces 2 mentions complémentaires, le rhum provient de mélange de jus de canne et de mélasse.

## Lieux de production
| Distillerie                       | Lieu                                  | Rhum                                              |             |
| Basse-Terre                       | Basse-Terre                           | Basse-Terre                                       | Basse-Terre |
| --------------------------------- | ------------------------------------- | ------------------------------------------------- | ----------- |
| Distillerie Bologne               | Basse-Terre                           | rhum Bologne                                      |             |
| Distillerie Carrere               | Petit-Bourg                           | rhum Montebello                                   |             |
| Distillerie Espérance             | section Bélair à Capesterre-Belle-Eau | rhum Longueteau et Rhum Papillon et rhum Karukera |             |
| Distillerie Papa Rouyo            | Goyave                                | rhum Papa Rouyo                                   |             |
| Distillerie du domaine de Séverin | Sainte-Rose                           | rhum Séverin                                      |             |
| Distillerie Reimonenq             | Sainte-Rose                           | rhum cœur de chauffe                              |             |
| Grande-Terre                      |                                       |                                                   |             |
| Distillerie Damoiseau             | Le Moule                              | rhum Damoiseau                                    |             |
| Distillerie Gwadinina             | Le Moule                              | rhum Gwadinina                                    |             |
| Marie-Galante                     |                                       |                                                   |             |
| Distillerie Bellevue              | Capesterre                            | rhum domaine de Bellevue                          |             |
| Distillerie Bielle                | Grand-Bourg                           | rhum Bielle                                       |             |
| Distillerie Poisson               | Grand-Bourg                           | rhum du père Labat                                |             |

## Carte des distilleries (rhum agricole)
| \| OCÉAN ATLANTIQUE Grande-Terre Basse-Terre Marie-Galante La Désirade Les Saintes Pointe-à-Pitre Bologne Cœur de chauffe Damoiseau Gwadinina Domaine de Bellevue Séverin Bielle Longueteau Père Labat Montebello Papa Rouyo \| Carte des distilleries |
| OCÉAN ATLANTIQUE Grande-Terre Basse-Terre Marie-Galante La Désirade Les Saintes Pointe-à-Pitre Bologne Cœur de chauffe Damoiseau Gwadinina Domaine de Bellevue Séverin Bielle Longueteau Père Labat Montebello Papa Rouyo                              |